# Inflata
Inflata is een geslacht van kevers uit de familie glimwormen (Lampyridae). Het geslacht werd voor het eerst wetenschappelijk beschreven in 2015 door Boontop.

## Soorten
- Inflata indica (Motschulsky 1854)
  - = Luciola indica Motschulsky, 1854
  - = Pyrophanes indica (Motschulsky, 1854)